# مارسين روباك
مارسين روباك (بالبولندية: Marcin Robak)‏ (29 نوفمبر 1982 بلغنيتسا في بولندا - ) هو لاعب كرة قدم بولندي في مركز الهجوم. شارك مع منتخب بولندا لكرة القدم. أما مع النوادي، فقد لعب مع بوغون شتشين وبياست غليفيتسه وقونيا سبور وكورونا كييلتسى ولخ بوزنان ومرسين إيدمانيوردو ونادي غويزهو رينهي وويدزي لودز وKonfeks Legnica ‏ وميدز ليجنيكا.

## وصلات خارجية
- مارسين روباك على موقع اتحاد تركيا (لاعب) (الإنجليزية)
- مارسين روباك على موقع قاعدة بيانات كرة القدم.إي يو (الإنجليزية)
- مارسين روباك على موقع ناشيونال فوتبول تيمز (الإنجليزية)
- مارسين روباك على موقع Soccerway.com (الإنجليزية)
- مارسين روباك على موقع عالم كرة القدم.نت (الإنجليزية)
- مارسين روباك على موقع AS.com (الإسبانية)